# Municipio de Grant (condado de Jackson)
El municipio de Grant (en inglés: Grant Township) es un municipio ubicado en el condado de Jackson en el estado estadounidense de Kansas. En el año 2010 tenía una población de 170 habitantes y una densidad poblacional de 1,56 personas por km².

## Geografía
El municipio de Grant se encuentra ubicado en las coordenadas 39°26′20″N 95°58′1″O / 39.43889, -95.96694. Según la Oficina del Censo de los Estados Unidos, el municipio tiene una superficie total de 108.71 km², de la cual 108,59 km² corresponden a tierra firme y (0,11 %) 0,12 km² es agua.

## Demografía
Según el censo de 2010, había 170 personas residiendo en el municipio de Grant. La densidad de población era de 1,56 hab./km². De los 170 habitantes, el municipio de Grant estaba compuesto por el 93,53 % blancos, el 5,29 % eran amerindios y el 1,18 % eran de una mezcla de razas. Del total de la población el 0 % eran hispanos o latinos de cualquier raza.